# Jorge Uliarte

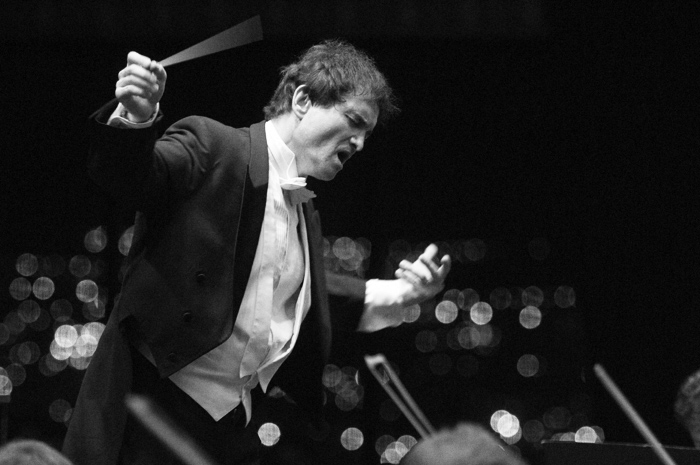
2009 - Jorge Uliarte dirigiendo a la Orquesta Sinfónica, en el Festival de Ushuaia.

Jorge Uliarte 21 de agosto de 1962, nació en la provincia de Córdoba, Argentina. Radicado en Salzburgo, Austria, es director artístico del Festival Internacional de Ushuaia y director de la Orquesta Sinfónica de Berlín (Berliner Symphoniker), en Alemania. Desde 2009 trabaja también intensamente con la Orquesta Sinfónica de Moscú y ha realizado numerosas giras con ellos. En 2011 Jorge Uliarte fundó un nuevo Festival en Orvieto, Italia.

## Trayectoria
Estudió en el Conservatorio de música de Córdoba, y se perfeccionó con maestros como Francisco Amicarelli, Fausto Zadra, Carlo Zecchi y Nikita Magaloff
Recibió el diploma de director de orquesta en la Universidad de Concepción y luego completó su post graduación en el Royal College of Music de Mánchester.
A los 16 años, debutó como pianista en el Teatro Colón de Buenos Aires y ganó la competencia Internacional de Ravel para Sudamérica.
Se ha presentado en auditorios de varios países, entre otros, Italia, Argentina, República Checa, Austria, Polonia, EE.UU, Dinamarca, Suiza, Países Bajos, México.
En 1990 fundó la Orquesta Juvenil Panamericana que tenía su sede principal en Buenos Aires. Con esta orquesta trabajó como director y como pianista. Es director artístico del festival más austral de música clásica "Festival Internacional de Ushuaia" en Tierra del Fuego, Argentina.[cita requerida]

## "On stage" - highlights
- Alemania, Berlín: Berliner Philharmonie
- Holanda, Ámsterdam: Concertgebow
- Austria, Viena: City Hall of Vienna, Palais Palffy, Bösendorfersaal, Herbert von Karajan-Centrum
- Austria, Salzburgo: Palacio Mirabell, Residenz-Salzburg, Palacio Klessheim
- Argentina, Buenos Aires: Teatro Colón, Teatro Coliseo, Teatro Gran Rex, Teatro Bristol-Martínez, Auditorio Belgrano, Teatro Argentino de La Plata, Teatro El Círculo-Rosario, Auditorio San Juan, Auditorio de Salta, Teatro Libertador Córdoba, San Isidro – Concierto Open-Air para una audiencia de 40.000 personas con la "Orquesta Sinfónica de Berlín" (Berliner Symphoniker) en abril de 2007, Concierto Open-Air en el "Obelisco" de Buenos Aires para aprox. 30.000 personas con la "Orquesta Sinfónica de Berlín".

en Novembiembre 2008. En 2010 concierto en el Obelisco para 50.000 personas con la Orquesta Sinfónica de Moscú.
- Italia: Santa Cecilia-Roma, Vaticano, Spoleto, Taormina, Firenze
- Estados Unidos: Nueva York: Federal Hall, Green Hall
- Estados Unidos: San Francisco: Legion of Honour Theatre
- Estados Unidos: Concert Hall of Berkeley
- Polonia: Varsovia: Auditorio Nacional
- Dinamarca: Copenhague: Tivoli-Copenhague con "Aarhus By-Orchestra-Denmark"
- Suecia: Skövde Concerthall
- Rusia, Moscow: Moviestudios "Moscow" y Moscow International Music Center
- México, Guanajuato: Festival Cervantino
- Reino Unido: Londres, Mánchester
- China: Opera de Xían - concierto del año nuevo 2011 y Opera de Gouangzhou

2017-2019: Jorge Uliarte publicó 3 libros en #Amazon.
Título: "Ushuaia, capital de Malvinas, relato de mi utopía", "Pajaro de füego, una aventura onírica", "EN EL ORIENTE DEL ESTE :.: Diario de un musikante". 
Los 3 libros están en venta en línea o version impresa.[cita requerida]